# Piedimonte San Germano
Piedimonte San Germano est une commune italienne d'environ 6 380 habitants, située dans la province de Frosinone, dans la région Latium, en Italie centrale.

## Histoire
La ville fut capturée le 25 mai 1944 par le 2e corps polonais, ce qui fit tomber la ligne Adolf Hitler.

## Économie
- Usine Fiat-Cassino

## Administration
| Période                                  | Période | Identité | Étiquette | Qualité |
| ---------------------------------------- | ------- | -------- | --------- | ------- |
|                                          |         |          |           |         |
| Les données manquantes sont à compléter. |         |          |           |         |

### Communes limitrophes
Aquino, Castrocielo, Colle San Magno, Pignataro Interamna, Terelle, Villa Santa Lucia